# Dorsa Derakhshani
Dorsa Derakhshani  (Perzisch: درسا درخشانی, Teheran, 15 april 1998) is een schaakster uit Iran die sinds september 2017 uitkomt voor de Verenigde Staten. Ze is vrouwengrootmeester (WGM) en Internationaal Meester (IM).

## Carrière
Dorsa Derakhshani won drie gouden medailles op het Aziatisch Jeugd Schaakkampioenschap. In 2012 won ze de competitie voor meisjes onder 14, in 2013 en 2014 de competitie voor meisjes onder 16. Ook speelde ze voor het Iraanse damesteam. In 2020 werd ze derde bij het nationaal kampioenschap voor vrouwen van de VS.

### Conflict met de Iraanse schaakbond
In februari 2017 werd ze geschorst door de Iraanse schaakbond vanwege het niet dragen van een hoofddoek tijdens toernooien in het buitenland. Haar vijf jaar jonger broer Borna werd eveneens geschorst vanwege het spelen tegen de Israëlische grootmeester Alexander Huzman.

### Overgang naar de Universiteit van Saint Louis
Na de schorsing kon Derakhshani een plek krijgen in het schaakteam van de Universiteit van Saint Louis en kreeg ze een beurs om biologie te studeren. Sindsdien komt ze uit voor de Verenigde Staten.